# Син Джиа
Син Джиа́ (кор. 신지아; род. 19 марта 2008, Пусан, Республика Корея) — южнокорейская фигуристка, выступающая в одиночном катании. Чемпионка Республики Корея (2023, 2024), четырёхкратный серебряный призёр чемпионата мира среди юниоров (2022—2025), олимпийская чемпионка (в командных соревнованиях) и серебряный призёр юношеских Олимпийских игр (2024), двукратный серебряный призёр юниорского финала Гран-при (2022/23, 2023/24) и чемпионка Республики Корея среди юниоров (2021).
По состоянию на 1 марта 2025 года занимает 26-е место в рейтинге Международного союза конькобежцев.

## Карьера

### Ранние годы
Син встала на коньки в 2015 году, вдохновившись успехами в фигурном катании южнокорейской одиночницы Ким Ёна. В 2021 году Син победила на юниорском чемпионате Республики Корея.

### Сезон 2021/22
На международной арене дебютировала в 2021 году, выступив на Гран-при среди юниоров в Любляне, где финишировала шестой. Спустя неделю она приняла участие во втором для себя этапе юниорского Гран-при, который проходил в Гданьске. В короткой программе Син заняла второе место, а в произвольной — стала третьей, из-за падения на стартовом тройном лутце. В итоге она завоевала бронзу, уступив серебряной медалистке, Елизавете Куликовой, всего 0,03 балла. На первом взрослом соревновании — национальном южнокорейском чемпионате 2022 года — фигуристка оказалась на четвёртой позиции.
Син была выбрана местной федерацией фигурного катания для участия в чемпионате мира среди юниоров 2022 года, но дальнейшие события осложняли ситуацию. По окончании пекинской Олимпиады Россия начала вторжение в Украину. В связи с этим Международный союз конькобежцев отстранил всех российских спортсменов от участия в турнирах под эгидой Союза. Поскольку российские юниорки-одиночницы на протяжении последних лет доминировали в международном фигурном катании, их отстранение значительное влияние на распределение мест. Из-за вторжения и варианта коронавируса Омикрон, чемпионат, который должен был пройти в начале марта в Софии, был перенесён на середину апреля в Таллин. В короткой программе на том турнире Син стала второй, пропустив вперёд американку Изабо Левито на 3,12 балла. Син выиграла произвольную программу, но этого не хватило для общего лидерства — Левито победила с разрывом 0,54 балла. Тем самым Син стала второй южнокорейской одиночницей после Ким Ёна, завоевавшей медаль на юниорском чемпионате мира.

### Сезон 2022/23
Фигуристка начала сезон на Гран-при среди юниоров 2022 года, привезя золотую медаль с этапа в Риге. Там Син обновила личный рекорд за короткий прокат, впервые преодолев отметку в 70 баллов. На втором этапе, состоявшемся в Гданьске, она выиграла серебро, оставшись позади Ами Накаи из Японии. Благодаря золоту и серебру, добытых на этапах, Син прошла в финальный турнир серии.
После победы на одном из внутренних рейтинговых соревнований, фигуристка спустя неделю в начале декабря отправилась в Турин на финал юниорского Гран-при. Она чисто откатала короткую программу, став второй с отставанием 0,55 балла от японки Мао Симады. После короткой Син сказала, что «очень устала, но всё в порядке», ссылаясь на второе выступление за короткий промежуток времени. В произвольной программе она также оказалась второй, прокомментировав, что «удовлетворена результатом, чистой программой и серебряной медалью». Син и бронзовый призёр турнира Ким Чхэён стали первыми с 2005 года, тогда первенствовала Ким Ёна, южнокорейскими девушками, получившими медаль в финале Гран-при среди юниоров. Син Джиа рассказала о Ким Ёна как об источнике вдохновения и пожелала повторить её спортивный путь.
В первый день чемпионата Республики Корея 2023 года Син была второй, позади Ким Йерим, за счёт ошибки на каскаде, на котором Син допустила степ-аут. В произвольном прокате Син снова ошиблась на каскаде, при приземлении оперившись о борт, но несмотря на это, она смогла опередить соперницу и завоевала золотую награду. После победы на взрослом национальном чемпионате фигуристка была направлена федерацией фигурного катания на юниорский чемпионат мира, поскольку не проходит на взрослый мировой чемпионат из-за возрастных ограничений.
Син заняла второе место в короткой программе на чемпионате мира среди юниоров, обновив личный рекорд — 71,19. Промежуточным лидером являлась Симада, которая опережала Син на 0,59 балла. В произвольной программе кореянка чисто исполнила большинство своих прыжков, но упала при выполнении хореографической дорожки. Она сохранила за собой вторую строчку, выиграв второе подряд серебро юниорского чемпионата мира. После соревнований она рассказала, что планирует работать с хореографом Дэвидом Уилсоном над постановкой программ к будущему сезону.

### Сезон 2023/24
Первым стартом в сезоне для Син был местный отборочный турнир, по результатам которого был выявлен состав на международный юниорский Гран-при. Она откатала чистые короткую и произвольную программу, заняв первое место. Благодаря этому Син получила два назначения на юниорский Гран-при. На этапе в Австрии она выиграла золотую медаль с преимуществом в тридцать три балла над серебряной медалисткой Харуной Мураками из Японии. Столь же уверенной победы она достигла на этапе в Венгрии, где опередила соотечественницу Ким Юсон на двадцать четыре балла.
С двумя победами на турнирах юниорского Гран-при, Син вышла в финал серии, который проходил в Пекине. Кореянка лидировала после короткой программы с небольшим перевесом над главной соперницей Мао Симада, допустившей степ-аут на тройном лутце. В произвольной Симада прыгнула тройной аксель и четверной тулуп, вырвавшись вперёд в общем зачёте. Син завоевала вторую подряд серебряную медаль в рамках юниорского финала Гран-при.

## Программы
| Сезон   | Короткая программа                                                    | Произвольная программа                                                                                 |
| ------- | --------------------------------------------------------------------- | --- |
| 2024/25 | - «Adiós Nonino» Астор Пьяццолла                                      | - «Liebesträume No. 3 in A-Flat Minor» Ференц Лист в исполнении Лан Лан - «Дафнис и Хлоя» Морис Равель |
| 2023/24 | - «Fascination» Фермо Данте Маркетти в исполнении Андре Рьё           | - «Not About Angels» (из фильма «Виноваты звёзды») Birdy - «Portion of Eternity» Карл Хуго             |
| 2022/23 | - «The Giving» Майкл У. Смит                                          | - «Tree of Life Suite» Роберто Каччапалья и Королевский филармонический оркестр                        |
| 2021/22 | - «La Bohème» Шарль Азнавур и Жак Плант в исполнении Сергея Трофанова | - Саундтрек к кинофильму «Влюбись в меня, если осмелишься» Филипп Ромби                                |

## Результаты
| Соревнования                                 | 20/21         | 21/22         | 22/23         | 23/24         | 24/25         | 25/26         |
| Международные                                | Международные | Международные | Международные | Международные | Международные | Международные |
| -------------------------------------------- | ------------- | ------------- | ------------- | ------------- | ------------- | ------------- |
| CS Cranberry Cup                             |               |               |               |               |               | 3             |
| Международные среди юниоров                  |               |               |               |               |               |               |
| Чемпионат мира                               |               | 2             | 2             | 2             | 2             |               |
| Олимпийские игры                             |               |               |               | 2             |               |               |
| Финал Гран-при                               |               |               | 2             | 2             |               |               |
| Гран-при Австрии                             |               |               |               | 1             |               |               |
| Гран-при Венгрии                             |               |               |               | 1             |               |               |
| Гран-при Латвии                              |               |               | 1             |               |               |               |
| Гран-при Польши                              |               | 3             | 2             |               |               |               |
| Гран-при Словении                            |               | 6             |               |               | 2             |               |
| Гран-при Таиланда                            |               |               |               |               | 4             |               |
| Национальные                                 |               |               |               |               |               |               |
| Чемпионат Республики Корея                   | 1 юн.         | 4             | 1             | 1             | 2             |               |
| юн. = юниоры; CS — турнир серии «Челленджер» |               |               |               |               |               |               |